# جون سايكس (لاعب كرة قدم)
جون سايكس (بالإنجليزية: John Sykes)‏ هو لاعب كرة قدم بريطاني في مركز الهجوم، ولد في 2 نوفمبر 1950 في هدرسفيلد في المملكة المتحدة. لعب مع نادي ريكسهام.